# Monumento a Carlo Turano
(Dall'iscrizione sul basamento del monumento)
Il monumento a Carlo Turano si trova in via Giovanni Scalise (ex Largo Pignataro) all'ingresso della città di Crotone, di fronte al porto cittadino.

## Storia

Il complesso monumentale in una foto del 1927, inizialmente collocato all'angolo di viale Regina Margherita di fronte al palazzo Giunti.

Nel luglio del 1919 la cittadinanza crotonese fece richiesta all'amministrazione comunale tramite una sottoscrizione di erigere un monumento dedicato all'avvocato Carlo Turano, all'epoca molto amato dalla sua gente per le sue doti umane e politiche. Venne così commissionata allo scultore reggino Ezio Roscitano, su Delibera del Commissario prefettizio n°. 316 del 9 agosto 1926, l'opera monumentale da realizzare.
Il monumento venne completato nel 1927 ed inaugurato il 28 luglio di quell'anno. Durante il periodo fascista i crotonesi dimostrarono di nutrire un forte attaccamento nei confronti dell'avvocato Turano e di quell'opera tanto voluta, nonostante il Parlamento avesse da poco approvato la legge n°. 1188 del 23 giugno 1927 in materia di modifica della toponomastica stradale e alla sostituzione dei monumenti dedicati a personaggi contemporanei, al fine quindi di consentire la posa di altri complessi monumentali più vicini al pensiero fascista. Alla fine si optò per mantenere invariata la posizione della statua.

## Struttura
La statua bronzea era all'epoca posta su un complesso monumentale comprendente due bassorilievi in bronzo: nel primo vengono raffigurati tre marinai crotonesi che cercano di riprendere il controllo della loro imbarcazione durante una tempesta; nel secondo vengono invece raffigurati tre uomini intenti a sorreggere una colonna, avente come significato la ricostruzione di Crotone.
Situato inizialmente all'angolo di viale Regina Margherita antistante al palazzo Giunti, nel 1989 venne poi successivamente spostato a causa di diversi lavori di riqualificazione in quella zona, compreso il rifacimento della pavimentazione stradale. Per volere della famiglia, la sola statua venne posta su un basamento quadrangolare in granito situato al centro della rotatoria all'ingresso della città (dove attualmente è posta), con conseguente smembramento dell'intero complesso monumentale.